# Étienne Nodet
Étienne Nodet, né le 30 novembre 1944 à Bourg-en-Bresse et mort le 4 février 2024 à Jérusalem, est un prêtre dominicain français, exégète et historien de l'Antiquité.
Spécialiste reconnu de l'histoire du christianisme et du judaïsme entre le IIe siècle av. J.-C. et le IIe siècle de notre ère, ainsi que de l’historien juif du Ier siècle Flavius Josèphe, il enseigne à l'École biblique de Jérusalem de 1977 à 2004.

## Biographie
Étienne Nodet naît à Bourg-en-Bresse (Ain) le 30 novembre 1944. 
De 1964 à 1966, il étudie à l'École polytechnique avant de rejoindre en 1967 l’ordre des prêcheurs dans la province de Lyon,. Il obtient en 1971 sa maîtrise de philosophie à l'université Lyon-II et sa maîtrise de théologie à l'université catholique de Lyon en 1974. Puis, jusqu'en 1979, il suit un BA de Talmud à l'université hébraïque de Jérusalem. Il est ordonné prêtre en le 15 octobre 1983. 
En 1977, il rejoint l'École biblique et archéologique française de Jérusalem où il enseigne jusqu'en 2004. Passionné par l'histoire juive, il se spécialise dans l’histoire juive du IIe siècle av. J.-C. au IIe siècle ap. J.-C., donne une traduction « hors pair » des Antiquités juives de l'historien juif Flavius Josèphe et étudie les mouvements Samaritains et Esséniens. Il participe à la campagne de fouilles de la ville phénicienne de Tell Keisan (en) (1971-1980) où il assiste l'archéologue dominicain Jean-Baptiste Humbert.
Ses recherches exégétiques l'amènent à développer l'hypothèse « révolutionnaire » d'une datation basse pour l'aboutissement rédactionnel du Pentateuque hébraïque, qu'il situe dans la seconde moitié du IIIe siècle av. J.-C. et présente comme une compilation autoritative, quand la datation habituelle le situe plutôt entre le début et le milieu du siècle précédent. Il a également démontré que l'institution du shabbat hebdomadaire n'appartient pas au cœur initial de la Torah mais constitue un ajout datant du Second Temple. 
Étienne Nodet participe à la première série d'émissions de Gérard Mordillat et Jérôme Prieur sur la naissance du christianisme, Corpus Christi (1997-1998) qui connaît un grand retentissement après sa première diffusion sur la chaîne télévisée culturelle franco-allemande Arte. Quelques années après cette série d'émissions, Nodet argumente en faveur de d'authenticité de la version slavonne de la Guerre des Juifs de Flavius Josèphe, qui livre des informations étonnantes sur Jésus de Nazareth et Jean le Baptiste.
Étienne Nodet meurt le 4 février 2024 au couvent de Saint-Étienne-Protomartyr de Jérusalem à l’âge de 79 ans.

## Publications

### Ouvrages
- Essai sur les origines du judaïsme, Paris, Cerf, 1992 ;
- Les Antiquités juives, livres I à IX (4 vol.), introduction et texte, traduction et notes, Paris, Cerf, 1990, 1995, 2001, 2005 ;
- La Bible de Josèphe, I : Le Pentateuque, Paris, Cerf, 1996 ;
- Avec J. Taylor : Essai sur les origines du christianisme, Paris, Cerf, 1998 ;
- « Les dernières vingt-quatre heures de Jésus », dans Michel Quesnel, Yves-Marie Blanchard et Claude Tassin (dir.), Nourriture et repas dans les milieux juifs et chrétiens de l'Antiquité. Mélanges offerts au Professeur Charles Perrot, Paris, Cerf, coll. « Lectio divina, 178 », 1999, p. 155-169 ;
- Baptême et résurrection, Paris, Cerf, 1999 ;
- Flavius Josèphe : l'homme et l'historien, traduction française de Josephus, the Man and Historian de H. St. J. Thackeray (1929), avec annotation et appendice sur la version slavonne de la Guerre, Paris, Cerf, 2000 ;
- Le Fils de Dieu. Procès de Jésus et évangiles, Paris, Cerf, 2002 ;
- Histoire de Jésus ? Nécessité et limites d'une enquête, Paris, Cerf, 2004 ;
- La Crise maccabéenne. Historiographie juive et traditions bibliques, Paris, Cerf, 2005 ;
- La Porte du ciel. Les Esséniens et Qumrân. Quelles origines ? Quelles postérités ?, Paris, Cerf, 2016  (ISBN 2204114812) ;
- Les Romains, les Juifs, et Flavius Josèphe, avec une préface de Mireille Hadas-Lebel. Paris, Cerf, 2019 ;
- Les Samaritains, Paris, Cerf, 2022.

### Ouvrages collectifs
- Naissance de la méthode critique, Paris, Cerf, 1992
- Le Judaïsme à l'aube de l'ère chrétienne, Paris, Cerf, 1999
- Le Judéo-christianisme dans tous ses états, Paris, Cerf, 2001

## Distinctions
- 2005 :  Chevalier de l'ordre des Arts et des Lettres[3].